# (13577) Ukawa
(13577) Ukawa est un astéroïde de la ceinture principale.

## Description
(13577) Ukawa est un astéroïde de la ceinture principale. Il fut découvert le 16 avril 1993 à Kitami par Kin Endate et Kazuro Watanabe. Il présente une orbite caractérisée par un demi-grand axe de 2,40 UA, une excentricité de 0,17 et une inclinaison de 3,0° par rapport à l'écliptique.

## Compléments